# Imperialfästningen
Imperialfästningen (kroatiska: Utvrda Imperijal) är en fästning i Dubrovnik i Kroatien. Den är belägen på berget Srđ och uppfördes 1806-1812 av den dåvarande franska administrationen. Imperial är den största fästningen på Srđ som har ett fortifikationssystem bestående av Imperialfästningen och de mindre fästningarna Strinčjera, Gradci och Delgorgue. Dess ursprungliga syfte var att utgöra ett bålverk i närheten av gränsen mot dåvarande Osmanska riket och skydda mot eventuella intrång från norr och öster. Idag är fästningen en turistattraktion och i dess nedre plan har Fosterlandskrigsmuseet sin permanenta utställning.  

## Historik

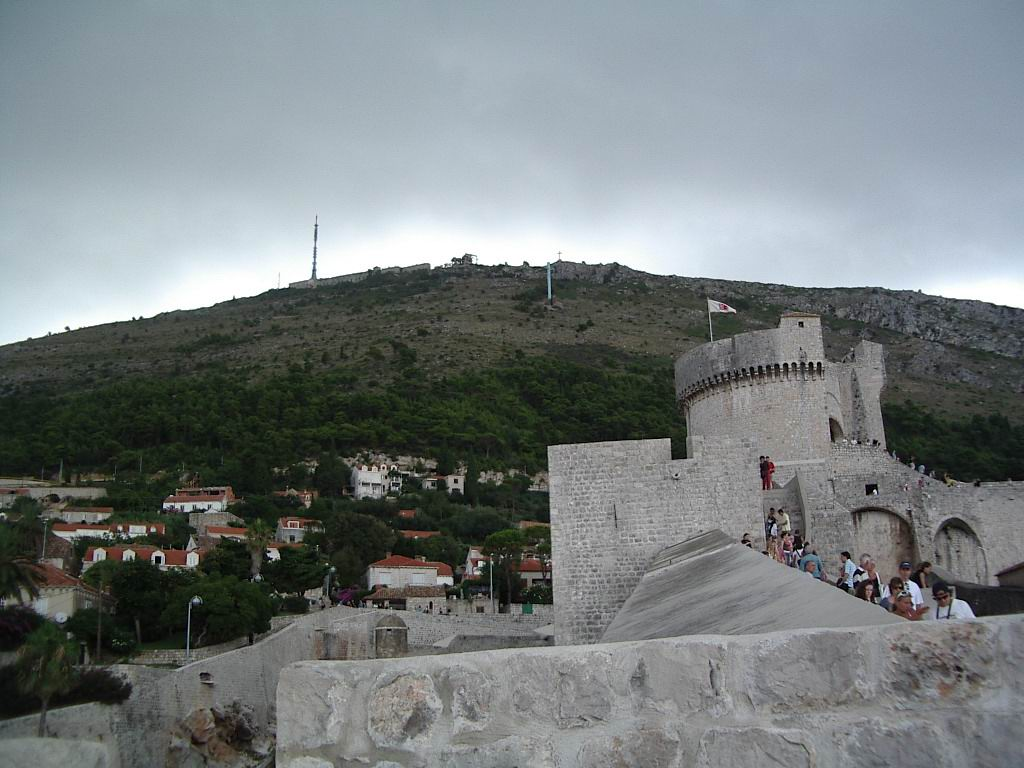
Utsikt mot Imperialfästningen från Dubrovniks ringmur. Till höger om fästningen skymtar Korset på Srđ.

1806 besattes republiken Dubrovnik av franska styrkor och den nya franska administration påbörjade då omedelbart med att uppföra Fort Imperial för att befästa sin position i området. Den nya fästningen uppfördes på platsen för den tidigare Sankt Sergius-kyrkan på berget Srđ inte långt från den dåvarande gränsen mot Osmanska riket. Fransmännen befarade att ryssarna skulle komma att anfalla från detta håll och fästningen skulle därför uppföras på kort tid. Den knappa tiden innebar att fästningen inledningsvis fick ett enklare utförande. 1810-1812 skulle den komma att förstärkas med sten och för arbetet anlitades hantverkare från Dubrovnik, Dubrovnik-området och Konavle. Arbetet leddes av den franske marskalken och hertigen av Ragusa Auguste de Marmont. Sten fraktades från Korčula till Dubrovniks hamn och fördes sedan till Srđ med hjälp av åsnor och mulåsnor. Arbetet med att förstärka fästningen var klart på den franske kejsaren Napoleon I:s födelsedag den 15 augusti 1812.
Fransmännen hade intagit republiken Dubrovnik 1806 och ockupationen skulle vara till 1808 då fransmännen upplöste republiken och införlivade den med de illyriska provinserna. Den franska administrationen av området varade till 1814 och på Wienkongressen 1815 fastslogs att området skulle tillfalla Österrike. Under den franska administrationen hade flera fortifikationer uppförts runt omkring Dubrovnik och Imperialfästningen hade utgjort navet för den franska militära närvaron i området. 
Efter Wienkongressen kom fästningen att besättas av österrikiska styrkor. Den österrikiska militären lät tillbygga och ytterligare förstärka fästningen i omgångar. Dubrovnik var en befäst stad och från Imperialfästningen hade österrikarna översikt över gränsen mot Osmanska riket. 1882 förlorade fästningen sin militära betydelse sedan den österrikiska militären dragit tillbaka sin närvaro från Srđ som ett resultat av Berlinkongressen 1878 då Österrike-Ungern hade tilldelats det tidigare osmanska paschalikatet Bosnien och Hercegovina att "besätta och förvalta". Konkret innebar det att Bosnien och Hercegovina kom att kontrolleras av Österrike-Ungern och att Imperialfästningens roll som gränsfortifikation var överspelad. Sedan uppförandet 1806 hade fästningen inte angripits vilket skulle komma att förändras i samband med det kroatiska självständighetskriget 1991-1995.
Under det kroatiska självständighetskriget och i synnerhet belägringen av Dubrovnik 1991-1992 kom Imperialfästningen att spela en viktig roll. Under kriget gjorde kroatiska styrkor motstånd från fästningen mot den jugoslaviska armén då bestående av serbiska och montenegrinska enheter och serbiska frivilliga som anslutit från Hercegovina. Det jugoslaviska (serbiska och montenegrinska) flygvapnet angrep fästningen flera gånger och Imperialfästningen skadades svårt av serbisk-montenegrinsk artilleribeskjutning. De värsta striderna ägde rum den 6 december 1991.